# San Mateo Piñas
San Mateo Piñas è un comune del Messico, situato nello stato di Oaxaca.